# Заготовка (посёлок)
Заготовка — посёлок в Пермском крае России. Входит в Губахинский муниципальный округ.

## География
Посёлок расположен к юго-западу от города Гремячинск. Железнодорожная станция.

## История
С 2004 до 2018 гг. входил в Гремячинское городское поселение Гремячинского муниципального района, с 2018 до 2022 гг. — в Гремячинский городской округ.

## Топографические карты
- Лист карты O-40-56 Гремячинск. Масштаб: 1 : 100 000. Состояние местности на 1980 год. Издание 1987 г.